# 光岡映二
光岡 映二（みつおか えいじ、1976年1月1日 - ）は、日本の男性総合格闘家。愛知県半田市出身。グッドスキル代表。

## 来歴
10年を越えるレスリング経験を持つ。
PRIDEでも通用する若手格闘家を発掘するプロジェクト、「PRE-PRIDE」の優勝者。東海テレビで放送されていた番組「PRIDE王」では、プロデビュー戦から密着取材されていた。当時はリングネームを光岡エイジにしていた。
2002年2月22日、THE BESTでアンソニー・マシアスと対戦し、判定勝ち。
2003年7月13日、DEEP 11th IMPACTでグレイゾン・チバウと対戦し、TKO勝ち。
2003年10月5日、PRIDE 武士道 -其の壱-でクリス・ブレナンと対戦し、チキンウィングアームロックで一本負け。
2006年2月4日、MARSでビトー・"シャオリン"・ヒベイロと対戦し、判定負け。
2006年11月25日、CAGE FORCE 01でダニーロ・カルドゾ・ザノリニに腕ひしぎ十字固めで一本勝ち。
2007年3月17日、CAGE FORCE 02で行われたライト級王座決定トーナメント1回戦でブライアン・コッブと対戦し、、3Rにフロントチョークで一本勝ち。
2007年6月9日、CAGE FORCE 03で行われたライト級王座決定トーナメント準々決勝でタクミと対戦。テイクダウンからのパンチの連打でレフェリーストップ勝ち。
2007年9月8日、CAGE FORCE 04で行われたライト級王座決定トーナメント準決勝で朴光哲と対戦し、接戦の末2-1の判定負け。
2007年11月8日、初出場となった修斗でヨアキム・ハンセンと対戦し、2Rにフロントチョークを極めかけるなどして番狂わせの判定勝ち。

### 戦極
2008年5月18日、戦極初出場となった戦極 〜第二陣〜でイ・グァンヒと対戦し、チョークスリーパーで一本勝ち。
2008年8月24日、戦極 〜第四陣〜のライト級グランプリシリーズ1回戦でホドリゴ・ダムと対戦し、チョークスリーパーで一本勝ち。試合後のリング上で、交際中の恋人にプロポーズを行った。
2008年11月1日、戦極 〜第六陣〜のライト級グランプリシリーズ準決勝で北岡悟と対戦し、ヒールホールドで1R一本負けを喫した。
2009年1月4日、戦極の乱2009で前大会で五味隆典に判定勝ちしたセルゲイ・ゴリアエフと対戦し、腕ひしぎ十字固めで1R一本勝ちを収めた。
2009年5月15日付けで約10年在籍した和術慧舟會から独立した。
2009年8月2日、フリーになってからの初試合となった戦極 〜第九陣〜でクレイ・フレンチと対戦し、1Rにフロントチョークで一本勝ち。
2011年7月16日、DREAM初出場となったDREAM JAPAN GP FINALでブルーノ・カルバーリョと対戦し、3-0の判定勝ちを収めた。

### UFC
2012年2月26日、UFC 144にて約3週間前の急オファーを受けて五味隆典と対戦。1Rに右フックでダウンを奪い、後三角締めにより一本寸前まで追い詰めるも、2Rでパウンド連打による逆転TKO負けを喫した。
2012年8月11日、フェザー級転向初戦となったUFC 150でニック・レンツと対戦し、パウンドでTKO負け。
2015年12月1日、三軒茶屋にスポーツジム、グッドスキルをオープン。

## 戦績

### 総合格闘技
| 総合格闘技 戦績 | 総合格闘技 戦績 | 総合格闘技 戦績 | 総合格闘技 戦績 | 総合格闘技 戦績 | 総合格闘技 戦績 | 総合格闘技 戦績 |
| --------------- | --------------- | --------------- | --------------- | --------------- | --------------- | --------------- |
| 29 試合         | (T)KO           | 一本            | 判定            | その他          | 引き分け        | 無効試合        |
| 18 勝           | 3               | 11              | 4               | 0               | 2               | 0               |
| 9 敗            | 3               | 2               | 4               | 0               | 2               | 0               |

| 勝敗 | 対戦相手                       | 試合結果                           | 大会名                                                      | 開催年月日     |
| ×    | ニック・レンツ                 | 1R 3:45 TKO（パウンド）            | UFC 150: Henderson vs. Edgar 2                              | 2012年8月11日  |
| ×    | 五味隆典                       | 2R 2:21 TKO（パウンド）            | UFC 144: Edgar vs. Henderson                                | 2012年2月26日  |
| ○    | ブルーノ・カルバーリョ         | 2R（10分/5分）終了 判定3-0         | DREAM JAPAN GP FINAL -2011バンタム級日本トーナメント決勝戦- | 2011年7月16日  |
| ○    | イ・ジュンギョン               | 1R 3:50 TKO（パウンド）            | DEEP 53 IMPACT 〜小路晃引退興行〜                           | 2011年4月22日  |
| ×    | 横田一則                       | 5分3R終了 判定0-3                  | 戦極 〜第十一陣〜                                           | 2009年11月7日  |
| ○    | クレイ・フレンチ               | 1R 1:50 フロントチョーク           | 戦極 〜第九陣〜                                             | 2009年8月2日   |
| ○    | セルゲイ・ゴリアエフ           | 1R 4:22 腕ひしぎ十字固め           | 戦極の乱2009                                                | 2009年1月4日   |
| ×    | 北岡悟                         | 1R 1:16 ヒールホールド             | 戦極 〜第六陣〜 【ライト級グランプリシリーズ2008 準決勝】   | 2008年11月1日  |
| ○    | ホドリゴ・ダム                 | 1R 3:13 チョークスリーパー         | 戦極 〜第四陣〜 【ライト級グランプリシリーズ2008 1回戦】    | 2008年8月24日  |
| ○    | イ・グァンヒ                   | 1R 4:15 チョークスリーパー         | 戦極 〜第二陣〜                                             | 2008年5月18日  |
| ○    | ヨアキム・ハンセン             | 5分3R終了 判定2-0                  | 修斗 BACK TO OUR ROOTS 06                                   | 2007年11月8日  |
| ×    | 朴光哲                         | 5分3R終了 判定1-2                  | CAGE FORCE 04 【ライト級王座決定トーナメント 準決勝】       | 2007年9月8日   |
| ○    | タクミ                         | 1R 3:30 TKO（パウンド）            | CAGE FORCE 03 【ライト級王座決定トーナメント 準々決勝】     | 2007年6月9日   |
| ○    | ブライアン・コッブ             | 3R 1:38 フロントチョーク           | CAGE FORCE 02 【ライト級王座決定トーナメント 1回戦】        | 2007年3月17日  |
| ○    | ダニーロ・カルドゾ・ザノリニ   | 1R 1:23 腕ひしぎ十字固め           | CAGE FORCE 01                                               | 2006年11月25日 |
| ○    | ポール・ロドリゲス             | 2R 0:40 ネックロック               | D.O.G VII                                                   | 2006年9月9日   |
| ×    | ビトー・"シャオリン"・ヒベイロ | 5分3R終了 判定0-3                  | MARS in 有明                                                | 2006年2月4日   |
| ○    | サミー・スチアボ               | 1R 2:12 チョークスリーパー         | D.O.G III                                                   | 2005年9月17日  |
| ×    | ニック・アガラー               | 5分3R終了 判定0-3                  | D.O.G II                                                    | 2005年6月11日  |
| ○    | 岩瀬茂俊                       | 1R 4:36 KO（右フック）             | DEMOLITION                                                  | 2004年9月19日  |
| △    | 佐々木恭介                     | 5分2R終了 時間切れ                 | PRIDE 武士道 -其の四-                                       | 2004年7月19日  |
| ×    | クリス・ブレナン               | 1R 4:31 チキンウィングアームロック | PRIDE 武士道                                                | 2003年10月5日  |
| ○    | グレイゾン・チバウ             | 2R 3:41 TKO（タオル投入）          | DEEP 11th IMPACT in OSAKA                                   | 2003年7月13日  |
| ○    | ズリ・シュラワント             | 1R 1:43 チョークスリーパー         | TPI Fighting Championship 11                                | 2003年1月31日  |
| ○    | スコット・ビルズ               | 5分2R終了 判定3-0                  | THE BEST Vol.3                                              | 2002年10月20日 |
| ×    | ジョン・アレッシオ             | 2R 3:13 TKO（カット）              | THE BEST Vol.2                                              | 2002年7月20日  |
| ○    | アンソニー・マシアス           | 5分2R終了 判定3-0                  | THE BEST                                                    | 2002年2月22日  |
| △    | ベティス・マンスーリ           | 5分3R終了 判定ドロー               | KOTC 11: Domination                                         | 2001年9月29日  |
| ○    | ジェラルド・ストレベント       | 1R 2:23 ギブアップ（パンチ連打）   | KOTC 9: Showtime                                            | 2001年6月23日  |

### グラップリング
| 勝敗 | 対戦相手 | 試合結果            | 大会名                      | 開催年月日     |
| ○    | 北岡悟   | 5分2R終了 判定40-36 | The CONTENDERS 8 INFINITY   | 2003年5月25日  |
| △    | 小島弘之 | 5分2R終了 時間切れ  | The CONTENDERS X-RAGE vol.1 | 2001年12月14日 |

## 獲得タイトル
- PRE-PRIDE.2 優勝（2001年）